# Präsidentschaftswahl in der Elfenbeinküste 2020
Die Präsidentschaftswahl in der Elfenbeinküste 2020 fand am 31. Oktober statt. Amtsinhaber Alassane Ouattara (RHDP) gewann bereits im ersten Wahlgang deutlich mit 95,3 Prozent der gültigen Stimmen. Kouadio Konan Bertin, der zweitbeste (unabhängige) Kandidat, konnte lediglich 2,0 Prozent der Stimmen auf sich vereinen. Die Wahlbeteiligung lag mit 53,9 Prozent ein knappes Prozent über der von 2015. Die Amtszeit beträgt 5 Jahre.
Von 6.066.441 registrierten Wählern gaben 3.269.813 ihre Stimme ab, was einer Wahlbeteiligung von 53,9 Prozent entspricht. 89.003 (2,7 Prozent) der Stimmen waren ungültig.

## Ergebnis
| Kandidaten                      | Kandidaten            | Parteien                                                       | Stimmen   | %    |
| ------------------------------- | --------------------- | -------------------------------------------------------------- | --------- | ---- |
|                                 | Alassane Ouattara     | Rassemblement des Houphouëtistes pour la Démocratie et la Paix | 3.031.483 | 95,3 |
|                                 | Kouadio Konan Bertin  | Unabhängig                                                     | 64.011    | 2,0  |
|                                 | Henri Konan Bédié     | Parti Démocratique de Côte d’Ivoire                            | 53.330    | 1,7  |
|                                 | Pascal Affi N’Guessan | Front Populaire Ivoirien                                       | 31.986    | 1,0  |
| Gesamt                          | Gesamt                | Gesamt                                                         | 3.180.810 | 100  |
|                                 |                       |                                                                |           |      |
| Ungültige Stimmen               | Ungültige Stimmen     | Ungültige Stimmen                                              | 89.003    | 2,7  |
| Wähler                          | Wähler                | Wähler                                                         | 3.269.813 | 53,9 |
| Wahlberechtigte                 | Wahlberechtigte       | Wahlberechtigte                                                | 6.066.441 |      |
|                                 |                       |                                                                |           |      |
| Quelle: Conseil constitutionnel |                       |                                                                |           |      |